# Rok galaktyczny
Rok galaktyczny – okres, w ciągu którego Słońce obiega środek Drogi Mlecznej. Rok galaktyczny trwa około 225-250 milionów lat, a prędkość liniowa Słońca w tym ruchu wynosi ok. 220 km/s.